# Tournoi de tennis de Busan
Le Busan Open est un tournoi international de tennis masculin du circuit professionnel Challenger. Il a lieu tous les ans au mois de mai à Busan, en Corée du Sud. Il a été créé en 2003 et se joue sur dur en extérieur.

## Palmarès messieurs

### Simple
| Année     | Dotation                                 | Vainqueur                                | Finaliste                                | Score                                    |
| --------- | ---------------------------------------- | ---------------------------------------- | ---------------------------------------- | ---------------------------------------- |
| 2003      | 25 000 $                                 | Kim Young-jun                            | Tasuku Iwami                             | 6-3, 4-1 ab.                             |
| 2004      | 37 500 $                                 | Alexander Peya                           | Lu Yen-hsun                              | 6-3, 5-7, 6-3                            |
| 2005      | 50 000 $                                 | Danai Udomchoke                          | Paul Goldstein                           | 7-66, 6-1                                |
| 2006      | 50 000 $                                 | Lee Hyung-taik                           | Danai Udomchoke                          | 6-3, 6-2                                 |
| 2007      | 75 000 $                                 | Jimmy Wang                               | Jan Vacek                                | 6-3, 6-2                                 |
| 2008      | 75 000 $ +H                              | Go Soeda                                 | Lu Yen-hsun                              | 6-0, ab.                                 |
| 2009      | 75 000 $ +H                              | Danai Udomchoke                          | Blaž Kavčič                              | 6-2, 6-2                                 |
| 2010      | 75 000 $ +H                              | Lim Yong-kyu                             | Lu Yen-hsun                              | 6-1, 6-4                                 |
| 2011      | 75 000 $ +H                              | Dudi Sela                                | Tatsuma Ito                              | 6-2, 65-7, 6-3                           |
| 2012      | 75 000 $ +H                              | Tatsuma Ito                              | John Millman                             | 6-4, 6-3                                 |
| 2013      | 75 000 $ +H                              | Dudi Sela                                | Alex Bogomolov                           | 6-1, 6-4                                 |
| 2014      | 75 000 $ +H                              | Go Soeda                                 | Jimmy Wang                               | 6-3, 7-65                                |
| 2015      | 100 000 $ +H                             | Chung Hyeon                              | Lukáš Lacko                              | 6-3, 6-1                                 |
| 2016      | 100 000 $ +H                             | Konstantin Kravchuk                      | Daniel Evans                             | 6-4, 6-4                                 |
| 2017      | 150 000 $ +H                             | Vasek Pospisil                           | Go Soeda                                 | 6-1, 6-2                                 |
| 2018      | 150 000 $ +H                             | Matthew Ebden                            | Vasek Pospisil                           | 7-64, 6-1                                |
| 2019      | 162 480 $                                | Ričardas Berankis                        | Andrew Harris                            | 7-65, 6-2                                |
| 2020-2021 | Éditions annulées (pandémie de Covid-19) | Éditions annulées (pandémie de Covid-19) | Éditions annulées (pandémie de Covid-19) | Éditions annulées (pandémie de Covid-19) |
| 2022      | 159 360 $                                | Kamil Majchrzak                          | Radu Albot                               | 6-4, 3-6, 6-2                            |
| 2023      | 160 000 $                                | Aleksandar Vukic                         | Max Purcell                              | 6-4, 1-0 ab.                             |
| 2024      | 164 000 $                                | Yasutaka Uchiyama                        | Hong Seong-chan                          | 7-64, 6-3                                |
| 2025      | 164 000 $                                | Térence Atmane                           | Adam Walton                              | 6-3, 6-4                                 |

### Double
| Année     | Vainqueurs                            | Finalistes                            | Score              |
| --------- | ------------------------------------- | ------------------------------------- | ------------------ |
| 2003      | Toshihide Matsui Michihisa Onoda      | Baek Seung-bok Park Seung-kyu         | 6-1, 6-3           |
| 2004      | Sanchai Ratiwatana Sonchat Ratiwatana | Satoshi Iwabuchi Tasuku Iwami         | 65-7, 7-61, 6-4    |
| 2005      | Paul Goldstein Rajeev Ram             | Justin Gimelstob Wesley Moodie        | Forfait            |
| 2006      | Scott Lipsky Todd Widom               | Robert Kendrick Cecil Mamiit          | 6-3, 62-7, [10-7]  |
| 2007      | Sergueï Bubka Jr. John Paul Fruttero  | Nathan Healey Jan Mertl               | 4-6, 7-65, [10-6]  |
| 2008      | Rik De Voest Łukasz Kubot             | Adam Feeney Rameez Junaid             | 6-3, 6-3           |
| 2009      | Sanchai Ratiwatana Sonchat Ratiwatana | Tasuku Iwami Toshihide Matsui         | 6-4, 6-2           |
| 2010      | Rameez Junaid Alexander Peya          | Pierre-Ludovic Duclos Yang Tsung-hua  | 6-4, 7-5           |
| 2011      | Im Kyu-tae Danai Udomchoke            | Jamie Baker Vasek Pospisil            | 6-4, 6-4           |
| 2012      | Yuki Bhambri Divij Sharan             | Hsieh Cheng-peng Lee Hsin-han         | 1-6, 6-1, [10-5]   |
| 2013      | Peng Hsien-yin Yang Tsung-hua         | Jeong Suk-young Lim Yong-kyu          | 6-4, 6-3           |
| 2014      | Sanchai Ratiwatana Sonchat Ratiwatana | Jamie Delgado John-Patrick Smith      | 6-4, 6-4           |
| 2015      | Sanchai Ratiwatana Sonchat Ratiwatana | Nam Ji-sung Song Min-kyu              | 7-62, 3-6, [10-7]  |
| 2016      | Sam Groth Leander Paes                | Sanchai Ratiwatana Sonchat Ratiwatana | 4-6, 6-1, [10-7]   |
| 2017      | Hsieh Cheng-peng Peng Hsien-yin       | Sanchai Ratiwatana Sonchat Ratiwatana | 7-5, 4-6, [10-8]   |
| 2018      | Hsieh Cheng-peng Christopher Rungkat  | Ruan Roelofse John-Patrick Smith      | 6-4, 6-3           |
| 2019      | Hsieh Cheng-peng Christopher Rungkat  | Toshihide Matsui Vishnu Vardhan       | 7-67, 6-1          |
| 2020-2021 | Éditions annulées                     | Éditions annulées                     | Éditions annulées  |
| 2022      | Marc Polmans Max Purcell              | Nam Ji-sung Song Min-kyu              | 65-7, 6-2, [12-10] |
| 2023      | Evan King Reese Stalder               | Max Purcell Rubin Statham             | Forfait            |
| 2024      | Ray Ho Nam Ji-sung                    | Chung Yun-seong Hsu Yu-hsiou          | 6-2, 6-4           |
| 2025      | Rio Noguchi Yuta Shimizu              | Ray Ho Matthew Romios                 | 7-67, 6-4          |